# جزيرة ساوبي
جزيرة ساوبي وهي جزيرة من جزر إندونيسيا، وتقع ضمن جزر كانغيان في إقليم جاوة الشرقية.